# Edgaras Utkus
Edgaras Utkus (ur. 22 czerwca 2000 w Wilnie) – litewski piłkarz, grający na pozycji środkowego pomocnika w belgijskim klubie Cercle Brugge oraz w reprezentacji Litwy.

## Kariera klubowa
Swoją piłkarską karierę Utkus rozpoczynał w 2015 roku Litewskiej Akademii Piłkarskiej o nazwie Nacionalinė Futbolo Akademija. W 2018 roku wyjechał do Francji do klubu AS Monaco. W 2019 roku zaczął grać w czwartoligowych rezerwach tego klubu. Zadebiutował w nich 17 sierpnia 2019 w przegranym 0:2 wyjazdowym meczu z rezerwami Olympique Lyon. Zawodnikiem rezerw Monaco był do końca sezonu 2020/2021.
20 lipca 2021 Utkus został zawodnikiem belgijskiego Cercle Brugge. W barwach tego klubu swój debiut zaliczył 27 lipca 2021 w wygranym 1:0 wyjazdowym meczu z Beerschotem.
| Sezon   | Klub        | Kraj    | Rozgrywki              | Mecze | Gole |
| ------- | ----------- | ------- | ---------------------- | ----- | ---- |
| 2019/20 | AS Monaco B | Francja | Championnat National 2 | 3     | 0    |
| 2020/21 | AS Monaco B | Francja | Championnat National 2 | 5     | 0    |

## Kariera reprezentacyjna
Utkus ma za sobą występy w młodzieżowych reprezentacjach Litwy na szczeblach U-17, U-19 i U-21. W reprezentacji Litwy zadebiutował 11 listopada 2020 w wygranym 2:1 towarzyskim meczu z Wyspami Owczymi, rozegranym w Wilnie.